# فرانك باغناك
ماكي فرانك باغناك موينجي (بالفرنسية: Frank Bagnack)‏ (مواليد 7 يونيو 1995) هو لاعب كرة قدم كاميروني يلعب حاليًا لصالح نادي برشلونة ب.

## إحصائيات
آخر تحديث 9 فبراير 2015. 
| النادي        | الموسم        | الدوري | الدوري  | الكأس  | الكأس   | أوروبا | أوروبا  | أخرى   | أخرى    | المجموع | المجموع |
| النادي        | الموسم        | الظهور | الأهداف | الظهور | الأهداف | الظهور | الأهداف | الظهور | الأهداف | الظهور  | الأهداف |
| ------------- | ------------- | ------ | ------- | ------ | ------- | ------ | ------- | ------ | ------- | ------- | ------- |
| برشلونة ب     |               |        |         |        |         |        |         |        |         |         |         |
| 2012–13       | 1             | 0      | —       | —      | —       | —      | —       | —      | 1       | 0       |         |
| 2013–14       | 24            | 1      | —       | —      | —       | —      | —       | —      | 24      | 1       |         |
| 2014–15       | 14            | 0      | —       | —      | —       | —      | —       | —      | 14      | 0       |         |
| المجموع       | 39            | 1      | —       | —      | —       | —      | —       | —      | 39      | 1       |         |
| المجموع الكلي | المجموع الكلي | 39     | 1       | —      | —       | —      | —       | —      | —       | 39      | 1       |

### المنتخب
آخر تحديث 15 يناير 2015.
| الكاميرون | الكاميرون | الكاميرون | الكاميرون |
| السنة     | الظهور    | الأهداف   |           |
| --------- | --------- | --------- | --------- |
| 2015      | 2         | 0         |           |
| المجموع   | 2         | 0         |           |

## روابط خارجية
- فرانك باغناك على موقع قاعدة بيانات كرة القدم.إي يو (الإنجليزية)
- فرانك باغناك على موقع ناشيونال فوتبول تيمز (الإنجليزية)
- فرانك باغناك على موقع Soccerway.com (الإنجليزية)
- فرانك باغناك على موقع عالم كرة القدم.نت (الإنجليزية)
- فرانك باغناك على موقع GSA (الإنجليزية)
- صفحة اللاعب على موقع نادي برشلونة
- صفحة اللاعب على موقع نادي BDFutbol
- صفحة اللاعب على موقع Welfussball.de (بالألمانية)